# Öko-Rating
Ein Öko-Rating wird von Ratingagenturen erstellt, die Unternehmen nach ökologischen Kriterien untersuchen und bewerten. Ebenso wie das traditionelle Rating, kann sich der Begriff des Öko-Ratings sowohl auf das Bewertungsergebnis als auch auf den Bewertungsprozess beziehen.
Dabei erfolgt nicht wie bei üblichen Ratings eine Bonitätsprüfung der Unternehmen bezüglich ihrer aktuellen und zukünftigen Liquidität, sondern ein Rating über die ökologische Bonität. Sie spiegelt Informationen über die nachhaltige Gesamtverantwortung der Unternehmen wider. Das Öko-Rating beurteilt die ökologische Belastung von Produkten oder Dienstleistungen über den gesamten Lebenszyklus. Dabei sind alle Bereiche der betrieblichen Wertschöpfungskette, wie Beschaffung, Produktion, Absatz, Logistik, Controlling, Personal, Organisation und Finanzierung, betroffen.
Ziel des Ökoratings ist es, die ökologische Performance von Unternehmen durch eine hochaggregierte Bewertung auszudrücken. Ein Öko-Rating dient der Entscheidungsunterstützung für Investoren und Konsumenten.

## Bedeutung
Nach Frank Figge ist durch die zunehmende Belastung der natürlichen Umwelt aus dem ehemals freien Gut Umwelt ein knappes Gut geworden. Immer mehr wächst die Überzeugung der Investoren, dass nur die Unternehmen, die nachhaltig und ethisch vertretbar am Markt agieren, dort auch langzeitig bestehen und die Marktrendite übertreffen werden. In den letzten Jahren haben Studien gezeigt, dass ethische Investments eine höhere Rendite als normale Investments erreichten.
Ein Öko-Rating stellt eine Erhöhung der allgemeinen ökologischen Transparenz von Unternehmen für die Interessengruppen dar. Beabsichtigen Stakeholder einen Beitrag zum ökologischen Strukturwandel zu leisten, benötigen sie eine unabhängige extern vergleichende Bewertung der ökologischen Performance von Unternehmen. Auftraggeber sind meist Investoren, da diese am nachhaltigen Bestehen des Unternehmens interessiert sind. Das heißt, sie tragen auch die Kosten für das Rating. Es hat sich gezeigt, dass Nachhaltigkeit ein Konzept zur Wertsteigerung von Unternehmen ist und den Unternehmenswert positiv beeinflusst. Unternehmen lassen sich immer häufiger selbst raten, um den Investoren ein weiteres Kaufargument vorweisen zu können. Von nachhaltigen Investments profitieren somit langfristig sowohl die Investoren und Unternehmen als auch die Gesellschaft und die Umwelt.

## Bewertungskriterien
Idealtypisch orientiert sich ein Öko-Rating an den individuellen Informationsbedürfnissen der Nutzer des Ratings. Von den individuellen Informationsbedürfnissen hängt ab, welche Informationen bewertet (aggregiert) werden. In der Praxis wird in der Regel von einem homogenen Informationsbedürfnis unterschiedlicher Ratingnutzer ausgegangen.

### Positivkriterien
Entspricht ein Unternehmen mehreren Positivkriterien, landet es auf einem höheren Rang als ein Unternehmen mit weniger Positivkriterien.
Ökologische Positivkriterien sieht die Nachhaltigkeits-Ratingagentur INrate in einer geringen Umweltbelastung im Lebenszyklus, den Einbezug ökologischer Kriterien bei Investitionsentscheidungen, einem Umweltmanagement, welches eine ökologische Produktentwicklung und Prozessoptimierung verfolgt sowie ökoeffizient arbeitet. Dies geschieht durch Senkung des Energieverbrauchs, Recycling und Minderung von Emissionen in Luft, Boden und Wasser.

### Negativkriterien bzw. Ausschlusskriterien
Entsprechen Unternehmen bestimmten Ausschlusskriterien, werden diese Unternehmen von vornherein negativ bewertet und nicht für ein nachhaltiges Investment empfohlen. Ausschlusskriterien können aufgrund kontroverser Geschäftsfelder oder kontroverser Geschäftspraktiken entstehen. Laut der Umwelt-Ratingagentur oekom research AG (seit März 2018 ISS oekom) können folgende Geschäftsfelder ein Ausschlusskriterium darstellen: Abtreibung, Alkohol, Atomenergie, Biozide, Chlororganische Massenprodukte, Embryonenforschung, Glücksspiel, Grüne Gentechnik, Pelze, Pornographie, Rüstung sowie Tabak.
Kontroverse Geschäftspraktiken sieht oekom research bei Arbeitsrechtverletzungen, Kinderarbeit, kontroversem Umweltverhalten, kontroverse Wirtschaftspraktiken, Menschenrechtsverletzungen und Tierversuchen.

## Frankfurt-Hohenheimer Leitfaden
Der FHL ist die erste Kriteriologie für ethisch-ökologische Bewertungsmethoden für Geld- und Kapitalanlagen.

## Ratingablauf
Der Auftraggeber, ein Investor oder das eigene Unternehmen, beauftragt die Ratingagentur ein Öko-Ranking für ein Investment zu erstellen. Der Ablauf des Ratings ist meist mehrstufig. Zuerst werden alle Veröffentlichungen eines Unternehmens analysiert. Danach werden weitere Informationen durch Fragebögen und Drittquellen gewonnen. Erfüllt das Unternehmen Negativkriterien, so wird der Prozess abgebrochen. Um möglichst genaue Informationen zu bekommen, ist ein ständiger Dialog zwischen Umwelt-Ratingagentur und dem Unternehmen wichtig. Wenn die Informationen vollständig und nachvollziehbar sind, wird das Unternehmen Ratingstufen zugeordnet. So ratet Oekom research AG Unternehmen von A+ bis D-, wobei A+ die höchste Ratingstufe für ein ökologieorientiertes Unternehmen ist.

## Umweltinvestments
Es gibt immer mehr Möglichkeiten, in nachhaltige Produkte zu investieren. In den letzten Jahren haben sich zudem mehrere Umweltindizes gebildet, die zunehmend an Bedeutung gewinnen. Ein seit 1999 existierendes Beispiel ist der Dow Jones Sustainability Group Index (DJSI), der nur Unternehmen aufnimmt, die nach ökologischen Kriterien gerankt wurden.
Da viele Einzelhandelsunternehmen das Thema „Nachhaltigkeit“ in ihrer Werbung nutzen, um die Verbraucher wohlgesinnt zu stimmen, hat die Ratingagentur oeko-research 2011 das Umweltengagement in der Einzelhandelsbranche geprüft. Es wurden dazu 130 der weltweit größten Unternehmen der Branche untersucht. Allerdings zeigten 105 Unternehmen „so wenig Engagement oder Transparenz, das sie sich nicht für eine detaillierte Analyse qualifizieren konnten.“ () Bei 25 Unternehmen wurden „vergleichsweise“ umfangreiche Maßnahmen ermittelt und elf werden als Vorreiter eingestuft. Auf der Skala A+ bis D- wurde die Schweizer Coop mit B+ und Migros mit B- bewertet, gefolgt von Marks & Spencer mit B-. Noch in den Premiumbereich schaffte es das deutsche Unternehmen Metro mit C+.

## Grenzen und Schwächen
Öko-Ratings sind vergangenheitsorientiert und können nur beschränkt Aussagen über die zukünftige Entwicklung geben. Weiterhin sind die Informationen der Unternehmen schwer vergleichbar. Trotz Berichterstattungsstandards werden immer noch viele Informationen auf unterschiedliche Art und Weise erhoben, so dass es zu Verzerrungen kommen kann. Ratingagenturen haben oft ein unterschiedliches Verständnis wie Nachhaltigkeit oder nachhaltiges Wirtschaften bewerten wird. Je nachdem, ob für sie Nachhaltigkeit ein Wert an sich ist (= ethisch-ökologisches Nachhaltigkeitsverständnis) oder ob die Nachhaltigkeitsbewertung eine Prognose zur Finanzperformance von Ratingobjekten untermauern soll (= ökonomischer Nachhaltigkeitsansatz) gelangen sie zu unterschiedlichen Ergebnissen.

## Weitere Formen des Öko-Ratings
Öko-Ratings werden nicht nur für Unternehmen erstellt. Länder, Branchen, Parteien und sogar Personen können unter ökologieorientierten Grundsätzen bewertet werden. Ökologische Länderratings werden zum Beispiel von oekom research AG erhoben. Dabei stellen Atomwaffenbesitz, Kinderarbeit, Korruption, Todesstrafe und die Nutzung von Atomenergie Ausschlusskriterien dar.
Zu den ökologischen Positivfaktoren werden eine hohe Biodiversität, geringe Luftemissionen sowie internationale Abkommen gezählt. Eine Personenbewertung fand im Zuge der Eidgenössischen Wahlen 2007 in der Schweiz statt. Dort wurden die Kandidaten durch ein Umwelt-Rating bewertet. Es wurde durch die NGOs Greenpeace, Pro Natura, WWF, VCS und Energiestiftung SES durchgeführt und im Internet veröffentlicht. Bewertet wurde das Abstimmverhalten der Abgeordneten bei umweltpolitischen Anliegen in der 47. Legislaturperiode.